# 조디 윌리엄스
조디 윌리엄스(Jody Williams, 1950년 10월 9일)는 미국의 사회운동가 겸 교사로, 1997년 지뢰 금지 국제 운동과 함께 노벨 평화상을 수상했다.
1972년 버몬트 대학교에서 문학 학사 학위를 취득했으며 1974년에는 버몬트 대학교에서 스페인어 문학 석사 학위를 취득했다. 그 후 1984년에 존스 홉킨스 대학교에서 국제 관계 석사 학위를 취득했고 1992년에는 지뢰 금지 국제 운동을 창설했다. 1997년에 체결된 오타와 협약에 큰 공헌을 했다. 지뢰 금지 운동을 실천했다.

## 같이 보기
- 여자 노벨상 수상자 목록